# Menziesia ferruginea
Menziesia ferruginea ist eine Pflanzenart aus der Gattung der Menziesia in der Familie der Heidekrautgewächse (Ericaceae). Ihr Verbreitungsgebiet umfasst den Nordwesten und Westen Nordamerikas.

## Beschreibung

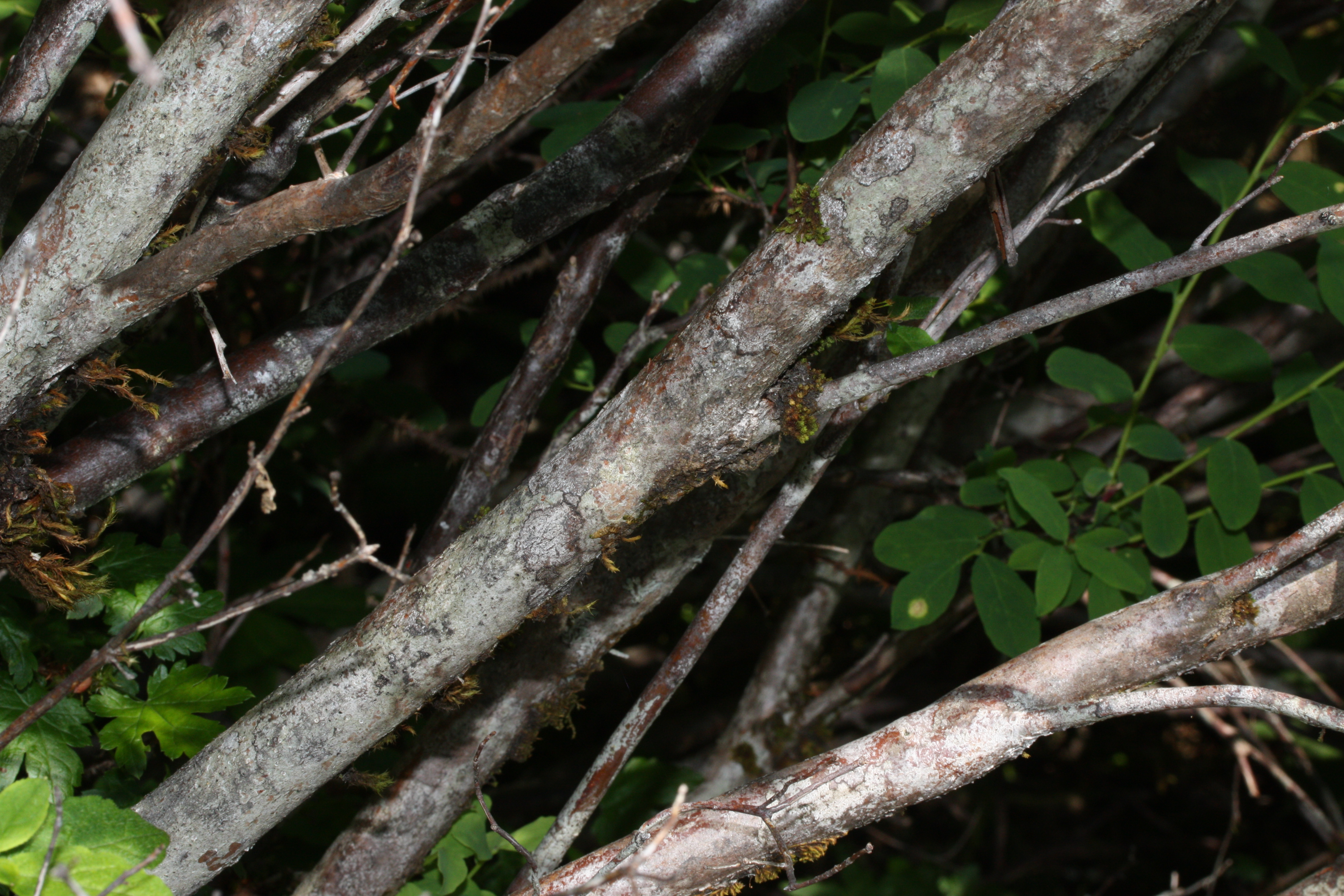
Borke

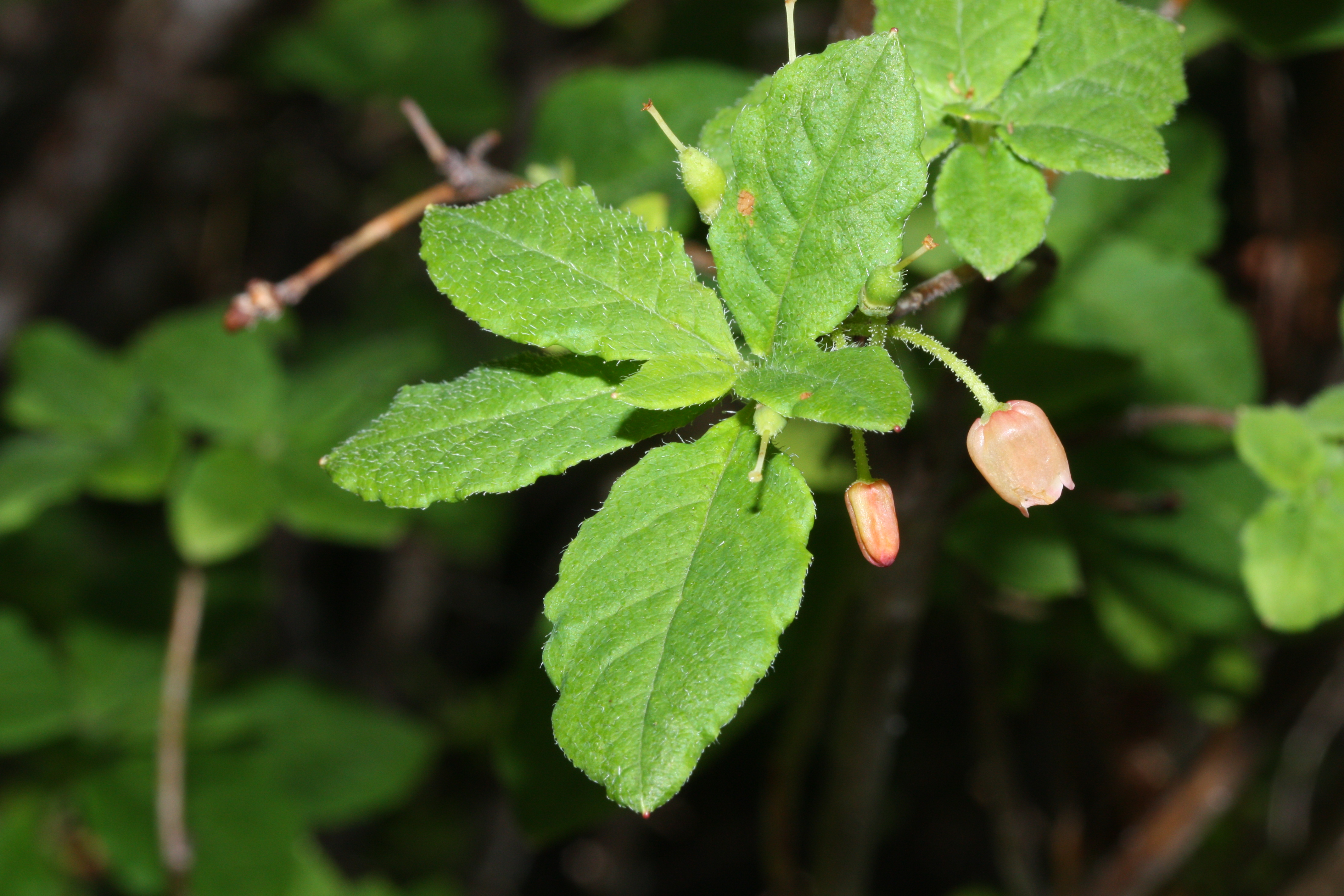
Zweig mit Laubblättern, Blütenknospe und Blüte

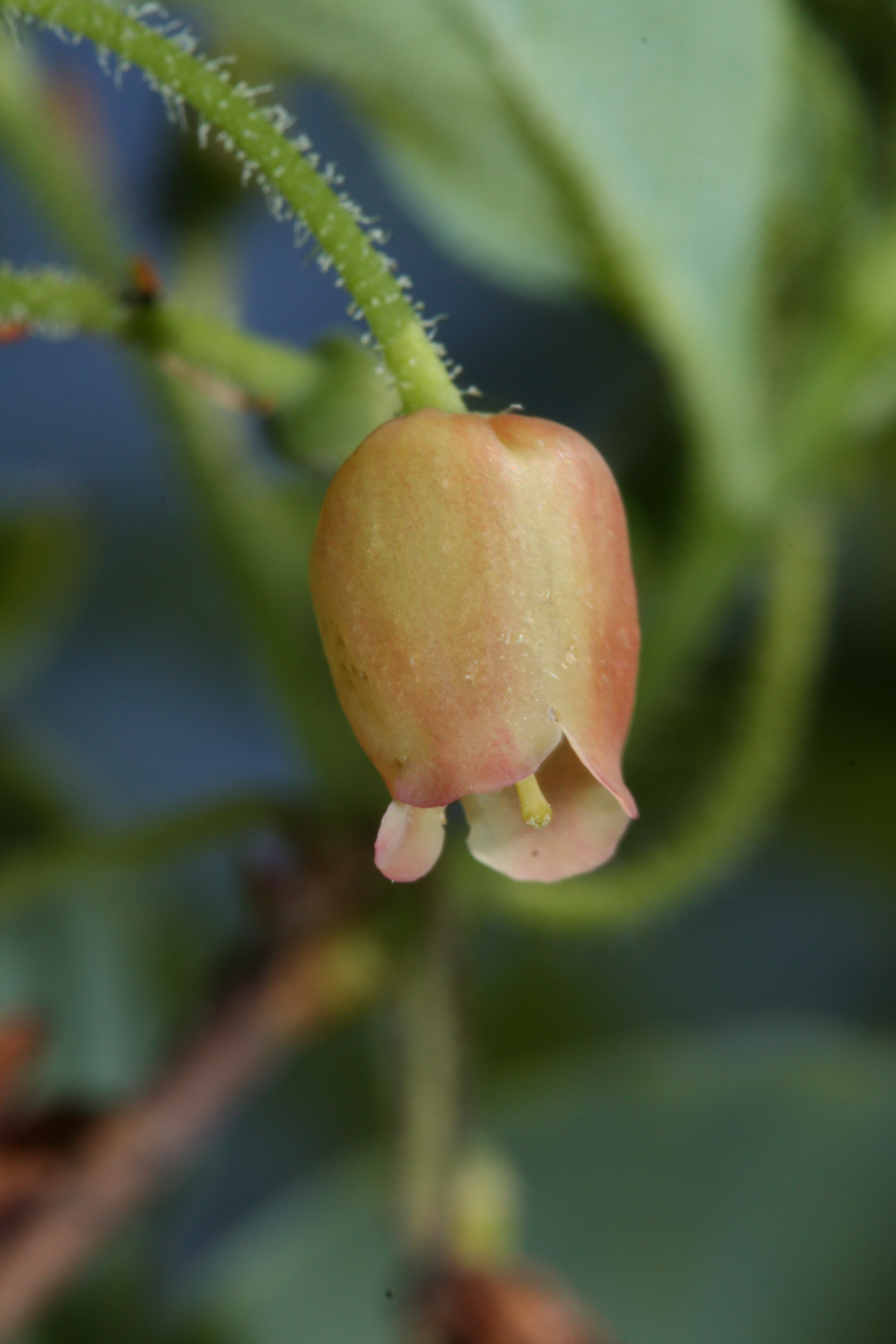
Blüte

Menziesia ferruginea wächst als aufrechter, reich verzweigter Strauch, der Wuchshöhen von 1 bis 2,5 Meter erreichen kann und oft Dickichte bildet. Die Rinde junger Zweige ist fein bis drüsig behaart. Die Borke der älteren Zweige ist rissig und ist kahl.
Die wechselständigen und an den Zweigenden gehäuft angeordneten Laubblätter sind in Blattstiel und Blattspreite gegliedert. Der Blattstiel ist 2 bis 4 Millimeter lang. Die länglich-elliptischen bis oval-elliptischen, 3 bis 6 Zentimeter großen sitzen an einem Die Blattränder sind drüsig-gewimpert, das heißt, es stehen Haare seitwärts vom Blattrand ab. Die Blattunterseite ist hellgrün gefärbt, während die Blattoberseite dicht-drüsig oder behaart ist.
Die Blütezeit erstreckt sich von Mai bis Juli, wobei die Blüten gleichzeitig mit den ersten Blättern auftreten. Die Blüten hängen oder stehen aufrecht an 1 bis 3 Zentimeter langen, leicht behaarten Blütenstielen. Die 6 bis 10 Millimeter langen und rund 5 Millimeter breiten Blüten sind leicht zygomorph und meist vier-, selten fünfzählig mit doppelter Blütenhülle. Die vier, selten fünf Kelchblätter sind verwachsen. Die grünlichen bis gelblichen Kronblättern weisen meist eine rötliche oder bronzefarbene Tönung auf. Die vier, selten fünf Kronblätter sind verwachsen. Der nektarreiche Blütenboden weist acht, nur undeutlich erkennbare Kerben auf. Die pfriemförmigen Staubfäden sind am Ansatz behaart. Der kugelige Fruchtknoten ist drüsig, weist aber keine Behaarung auf. Die meist kahlen Kapselfrüchte ist bei einer Länge von 5 bis 8 Millimetern eiförmig bis länglich-eiförmig. Die mattbraunen Samen sind bei einer Länge von 2,5 bis 3 Millimetern länglich. Jedes Samenkorn besitzt zwei, etwa 1 Millimeter lange Anhängsel.
Die Chromosomengrundzahl beträgt x = 13; es liegt Diploidie vor, als 2n = 26.

## Vorkommen
Das natürliche Verbreitungsgebiet von Menziesia ferruginea umfasst das nordwestliche und westliche Nordamerika in Kanada und in den USA. In Kanada findet man Menziesia ferruginea in Yukon, British Columbia und Alberta. In den USA kommt sie in Alaska, Washington, Idaho, Montana, Wyoming, Oregon und Kalifornien vor.
Menziesia ferruginea findet man in feuchten und schattigen Wäldern sowie an Bachufern in Höhenlagen von 700 bis 1900 Metern.

## Systematik
Menziesia ferruginea erfolgte 1791 durch James Edward Smith. Synonyme von Menziesia ferruginea Sm. sind: Menziesia ferruginea subsp. glabella (A.Gray) Calder & Roy L.Taylor, Menziesia ferruginea var. glabella (A.Gray) M.Peck, Menziesia glabella A.Gray. Die Subtaxa der älteren Literatur konnten weder durch chemische noch bei morphologischen Untersuchungen bestätigt werden.
In L. A. Craven: Diplarche and Menziesia transferred to Rhododendron (Ericaceae). In: Blumea, Volume 56, 2011, S. 34 doi:10.3767/000651911X568594 wurde diese Art als Unterart Rhododendron menziesii Craven subsp. menziesii der Art Rhododendron menziesii zur Sektion Sciadorhodion in der Untergattung Azaleastrum innerhalb der Gattung Rhododendron gestellt.

## Nutzung
Wegen der Herbstfärbung der Blätter wird Menziesia ferruginea als Zierpflanze angebaut. Die Blätter und Zweige wurden früher von den Indianern als Medizin genutzt. Da die Blätter Andromedotoxin enthalten, kann es zu Vergiftungserscheinungen sowohl bei Menschen als auch bei Tieren kommen.